# Wolf Man (2025)
Wolf Man is een Amerikaanse horrorfilm uit 2025, geregisseerd en mede geschreven door Leigh Whannell. De film is een remake van de film The Wolf Man uit 1941. De hoofdrollen worden vertolkt door Christopher Abbott, Julia Garner en Matilda Firth.

## Verhaal
Blake verhuist samen met zijn vrouw Charlotte en dochter Ginger van San Francisco naar Oregon nadat ze zijn ouderlijk huis hebben geërfd. Het huis stond leeg na de mysterieuze verdwijning en de vermoedelijke dood van zijn vader waarvan hij vervreemd was. Het gezin wordt 's nachts bij volle maan aangevallen door een weerwolf die Blakes arm verwondt. Blake begint later zelf te transformeren in een weerwolf, waardoor de veiligheid van zijn vrouw en dochter in gevaar komt.

## Rolverdeling
| Acteur             | Personage |
| ------------------ | --------- |
| Christopher Abbott | Blake     |
| Julia Garner       | Charlotte |
| Matilda Firth      | Ginger    |
| Sam Jaeger         | Grady     |

## Productie
In juli 2014 kondigde Universal Pictures hun plan aan voor een nieuw multiversum, later Dark Universe gedoopt, gecentreerd rond hun Universal Monsters-bibliotheek, die films zoals The Wolf Man (1941) omvatten. In de volgende jaren waren er verschillende namen aan de regie, scenario en cast verbonden van het project tot 2017 toen de eerste film van het Dark Universe, The Mummy uitgebracht werd. Door de slechte kritieken en de commerciële flop aan de kassa in de Amerikaanse bioscopen besloot Universal om de focus te verleggen naar individuele verhalen en af te stappen van het concept van een gedeeld universum met de annulering van The Wolf Man en andere films in ontwikkeling tot gevolg.
De release van The Invisible Man van Leigh Whannell in februari 2020 en de daaropvolgende goede kritieken en commercieel succes, inspireerde Universal opnieuw voor het maken van de weerwolf-film. In juli 2020 waren de onderhandelingen in de gang met Whannell, die met het treatment voor de nieuwe film bezig was. Ryan Gosling, die ook de hoofdrol zou spelen, en Jason Blum werden genoemd als producers.
Nadat Whannell het project verliet vanwege planningsproblemen, begon Derek Cianfrance in oktober 2021 met onderhandelingen om te schrijven en regisseren. De film kreeg officieel "groen licht" rond het einde van de Hollywood-stakingen van 2023. In december werd gemeld dat Cianfrance en Gosling het project hadden verlaten vanwege planningsproblemen, waarbij Whannell terugkeerde om de regie over te nemen en het scenario te schrijven, samen met zijn vrouw, Corbett Tuck. Gosling werd vervangen door Christopher Abbott in de hoofdrol.

### Filmopnames
De belangrijkste filmopnames gingen op 17 maart 2024 van start in Nieuw-Zeeland, met cameraman Stefan Duscio.

## Release en ontvangst
Wolf Man ging op 15 januari in première in België, op 16 januari 2025 in Nederland en op 17 januari 2025 in première in de Amerikaanse bioscopen. De release stond eerder gepland voor 25 oktober 2024. De Hollywood-première van de film op 7 januari 2025 in het TCL Chinese Theatre werd geannuleerd vanwege de natuurbranden in de omgeving van de Pacific Palisades.
De film kreeg middelmatige kritieken van de filmcritici, met een score van 50% op Rotten Tomatoes, gebaseerd op 258 beoordelingen.

### Kassaopbrengsten
Wolf Man ging in de Amerikaanse bioscopen in première naast One of Them Days met de verwachting van een bruto-opbrengst in het vierdaagse MLK-openingsweekend van 17 à 21 miljoen Amerikaanse dollars in 3300 bioscopen. De film bracht uiteindelijk 12 miljoen dollar op in zijn openingsweekend en eindigde daarmee op de derde plaats aan de kassa. Op 19 januari 2025 had de film, samen met de opbrengst van 4,8 miljoen dollar in de andere gebieden, een totale opbrengst van 16,8 miljoen dollar.